# Anfil Savake
Anfil Savake (thailändisch แอลฟิลด์ เสวก, * 5. Mai 2004) ist ein thailändischer Fußballspieler.

## Karriere
Anfil Savake erlernte das Fußballspielen in der Jugendmannschaft vom Ratchaburi FC. Hier unterschrieb er Anfang August 2022 auch seinen ersten Vertrag. Der Verein aus Ratchaburi spielt in der ersten thailändischen Liga. Sein Erstligadebüt gab Anfil Savake am 21. August 2022 (2. Spieltag) im Auswärtsspiel gegen den Khon Kaen United FC. Hier wurde er in der 84. Minute für den verletzten Alvin Fortes eingewechselt. Ratchaburi gewann das Spiel 2:0. Nach drei Erstligaspielen für Ratchaburi wechselte er im Sommer 2023 zum Drittligisten FC Yala. Mit dem Verein aus Yala spielte er siebenmal in der Southern Region der Liga. Nach der Hinserie wurde sein Vertrag im Dezember 2023 nicht verlängert.